# Лауреати Державної премії України в галузі науки і техніки (1970)
Державна премія України в галузі науки і техніки — лауреати 1970 року.
На підставі подання Комітету з Державних премій України в галузі науки і техніки Центральний Комітет Компартії України і Рада Міністрів Української РСР видали Постанову № 634 від 21 грудня 1970 р. «Про присудження Державних премій України в галузі науки і техніки 1970 року»

## Лауреати Державної премії України в галузі науки і техніки 1970 року
| Премійована робота | Лауреати                           | Коротко про лауреата |
| --- | ---------------------------------- | --- |
| Відкриття і розвідка Південно-Білозірського та Переверзівського родовищ високоякісних багатих залізних руд у Запорізькій області (1956 — 1968 роки) | Басанський Григорій Гаврилович     | головний інженер Білозірської комплексної геологорозвідувальної експедиції                                                       |
| Відкриття і розвідка Південно-Білозірського та Переверзівського родовищ високоякісних багатих залізних руд у Запорізькій області (1956 — 1968 роки) | Пелюшенко Валентин Михайлович      | кандидат геолого-мінералогічних наук, начальник тематичної партії тресту «Дніпрогеофізика»                                       |
| Відкриття і розвідка Південно-Білозірського та Переверзівського родовищ високоякісних багатих залізних руд у Запорізькій області (1956 — 1968 роки) | Кабрізон Веніамін Мойсейович       | колишній старший гідрогеолог Білозірської геологорозвідувальної партії тресту «Дніпрогеологія»                                   |
| Відкриття і розвідка Південно-Білозірського та Переверзівського родовищ високоякісних багатих залізних руд у Запорізькій області (1956 — 1968 роки) | Міткєєв Михайло Васильович         | кандидат геолого-мінералогічних наук, головний геолог тресту «Дніпрогеологія»                                                    |
| Відкриття і розвідка Південно-Білозірського та Переверзівського родовищ високоякісних багатих залізних руд у Запорізькій області (1956 — 1968 роки) | Халло Віктор Федорович             | старший геолог Кременчуцької геологорозвідувальної експедиції тресту «Київгеологія»                                              |
| Відкриття і розвідка Південно-Білозірського та Переверзівського родовищ високоякісних багатих залізних руд у Запорізькій області (1956 — 1968 роки) | Струєв Михайло Іванович            | заступник Міністра геології УРСР, керівник роботи                                                                                |
| Відкриття і розвідка Південно-Білозірського та Переверзівського родовищ високоякісних багатих залізних руд у Запорізькій області (1956 — 1968 роки) | Доброхотов Михайло Миколайович     | доктор геолого-мінералогічних наук, начальник тематичної партії тресту «Київгеологія»                                            |
| Докорінне вдосконалення методів підземної розробки потужних рудних родовищ                                                                          | Кравцов Михайло Єфремович          | бурильник шахти «Северная» рудника імені Кірова                                                                                  |
| Докорінне вдосконалення методів підземної розробки потужних рудних родовищ                                                                          | Рудник Василь Федорович            | бригадир комплексної бригади шахти «Гігант» рудника імені Дзержинського                                                          |
| Докорінне вдосконалення методів підземної розробки потужних рудних родовищ                                                                          | Єфремов Володимир Сергійович       | головний інженер рудника імені Кірова                                                                                            |
| Докорінне вдосконалення методів підземної розробки потужних рудних родовищ                                                                          | Шкута Едуард Іванович              | головний інженер Укрголовруди Міністерства чорної металургії УРСР                                                                |
| Докорінне вдосконалення методів підземної розробки потужних рудних родовищ                                                                          | Хівренко Яким Фотійович            | кандидат технічних наук, керівник тресту «Дзержинськруда»                                                                        |
| Докорінне вдосконалення методів підземної розробки потужних рудних родовищ                                                                          | Ващенко Віктор Семенович           | кандидат технічних наук, директор Науково-дослідного інституту вентиляції та очистки повітря Міністерства чорної металургії СРСР |
| Докорінне вдосконалення методів підземної розробки потужних рудних родовищ                                                                          | Петренко Петро Дмитрович           | кандидат технічних наук, доцент Криворізького гірничорудного інституту                                                           |
| Докорінне вдосконалення методів підземної розробки потужних рудних родовищ                                                                          | Малахов Георгій Михайлович         | академік АН УРСР, ректор Криворізького гірничорудного інституту, керівник роботи                                                 |
| Робота «Електронні явища на поверхні напівпровідників»                                                                                              | Ляшенко Лідія Василівна            | кандидат хімічних наук, молодший науковий співробітник Інституту фізичної хімії Академії наук УРСР                               |
| Робота «Електронні явища на поверхні напівпровідників»                                                                                              | Стріха Віталій Іларіонович         | кандидат фізико-математичних наук, завідувач лабораторії Київського державного університету імені Тараса Шевченка                |
| Робота «Електронні явища на поверхні напівпровідників»                                                                                              | Степко Іван Іванович               | кандидат фізико-математичних наук, старший науковий співробітник Інституту напівпровідників Академії наук УРСР                   |
| Робота «Електронні явища на поверхні напівпровідників»                                                                                              | Литовченко Володимир Григорович    | кандидат фізико-математичних наук, старший науковий співробітник Інституту напівпровідників Академії наук УРСР                   |
| Робота «Електронні явища на поверхні напівпровідників»                                                                                              | Ляшенко Василь Іванович            | доктор фізико-математичних наук, професор, завідувач відділу Інституту напівпровідників Академії наук УРСР                       |
| Розробка методів математичного моделювання рівнянь еліптичного типу та їх впровадження в різні галузі народного господарства                        | Мустафа Павло Михайлович           | директор Сєвєродонецького приладобудівного заводу                                                                                |
| Розробка методів математичного моделювання рівнянь еліптичного типу та їх впровадження в різні галузі народного господарства                        | Гутман Борис Борисович             | кандидат технічних наук, начальник лабораторії Всесоюзного науково-дослідного інституту целюлозно-паперової промисловості        |
| Розробка методів математичного моделювання рівнянь еліптичного типу та їх впровадження в різні галузі народного господарства                        | Панчишин Валентин Гнатович         | кандидат технічних наук, старший науковий співробітник Інституту математики Академії наук УРСР                                   |
| Розробка методів математичного моделювання рівнянь еліптичного типу та їх впровадження в різні галузі народного господарства                        | Фільчаков Павло Феодосійович       | член-кореспондент АН УРСР, завідувач відділу Інституту математики Академії наук УРСР, керівник роботи                            |
| Розробка та впровадження в народне господарство комплексу електронних вимірювальних пристроїв високої точності                                      | Кочевих Іван Павлович              | генеральний директор Львівського виробничо-технічного об'єднання імені В. І. Леніна                                              |
| Розробка та впровадження в народне господарство комплексу електронних вимірювальних пристроїв високої точності                                      | Юзевич Юрій Васильович             | кандидат технічних наук, завідувач лабораторії Львівського політехнічного інституту                                              |
| Розробка та впровадження в народне господарство комплексу електронних вимірювальних пристроїв високої точності                                      | Соголовський Євген Пантелеймонович | кандидат технічних наук, завідувач лабораторії Львівського політехнічного інституту                                              |
| Розробка та впровадження в народне господарство комплексу електронних вимірювальних пристроїв високої точності                                      | Вишенчук Ігор Михайлович           | кандидат технічних наук, доцент Львівського політехнічного інституту                                                             |
| Розробка та впровадження в народне господарство комплексу електронних вимірювальних пристроїв високої точності                                      | Асаєвич Геннадій Олексійович       | завідувач відділу Львівського політехнічного інституту                                                                           |
| Розробка та впровадження в народне господарство комплексу електронних вимірювальних пристроїв високої точності                                      | Швецький Бенціон Йосипович         | доктор технічних наук, професор Львівського політехнічного інституту, керівник роботи                                            |
| Розробка та впровадження системи управління радіотехнічним підприємством масового виробництва — системи «Львів»                                     | Земськов Артур Федорович           | начальник координаційно-керівного центру Львівського телевізійного заводу                                                        |
| Розробка та впровадження системи управління радіотехнічним підприємством масового виробництва — системи «Львів»                                     | Кудрик Михайло Федорович           | начальник конструкторського відділу Львівського телевізійного заводу                                                             |
| Розробка та впровадження системи управління радіотехнічним підприємством масового виробництва — системи «Львів»                                     | Ваннік Микола Олександрович        | головний інженер Львівського телевізійного заводу                                                                                |
| Розробка та впровадження системи управління радіотехнічним підприємством масового виробництва — системи «Львів»                                     | Морозов Анатолій Олексійович       | начальник лабораторії Інституту кібернетики Академії наук УРСР                                                                   |
| Розробка та впровадження системи управління радіотехнічним підприємством масового виробництва — системи «Львів»                                     | Петровський Степан Остапович       | директор Львівського телевізійного заводу                                                                                        |
| Розробка та впровадження системи управління радіотехнічним підприємством масового виробництва — системи «Львів»                                     | Подчасова Тетяна Павлівна          | кандидат фізико-математичних наук, провідний інженер Інституту кібернетики Академії наук УРСР                                    |
| Розробка та впровадження системи управління радіотехнічним підприємством масового виробництва — системи «Львів»                                     | Шкурба Віктор Васильович           | кандидат фізико-математичних наук, завідувач відділу Інституту кібернетики Академії наук УРСР                                    |
| Розробка та впровадження системи управління радіотехнічним підприємством масового виробництва — системи «Львів»                                     | Кузнецов Володимир Костянтинович   | кандидат технічних наук, головний конструктор Інституту кібернетики Академії наук УРСР                                           |
| Розробка та впровадження системи управління радіотехнічним підприємством масового виробництва — системи «Львів»                                     | Скурихін Володимир Ілліч           | кандидат технічних наук, завідувач відділу Інституту кібернетики Академії наук УРСР                                              |
| Розробка та впровадження системи управління радіотехнічним підприємством масового виробництва — системи «Львів»                                     | Глушков Віктор Михайлович          | академік АН СРСР, директор Інституту кібернетики Академії наук УРСР, керівник роботи                                             |
| Розробка, освоєння та широке промислове впровадження нового високопродуктивного процесу одночасної прокатки двох злитків на великих обжимних станах | Шафран Іван Казимирович            | головний прокатник Дніпровського металургійного заводу імені Дзержинського                                                       |
| Розробка, освоєння та широке промислове впровадження нового високопродуктивного процесу одночасної прокатки двох злитків на великих обжимних станах | Іванін Михайло Петрович            | старший майстер блюмінга «1150» Дніпровського металургійного заводу імені Дзержинського                                          |
| Розробка, освоєння та широке промислове впровадження нового високопродуктивного процесу одночасної прокатки двох злитків на великих обжимних станах | Цуканов Георгій Емануїлович        | колишній головний інженер Дніпровського металургійного заводу імені Дзержинського                                                |
| Розробка, освоєння та широке промислове впровадження нового високопродуктивного процесу одночасної прокатки двох злитків на великих обжимних станах | Лихорадов Анатолій Петрович        | колишній начальник цеху Криворізького металургійного заводу імені В. І. Леніна                                                   |
| Розробка, освоєння та широке промислове впровадження нового високопродуктивного процесу одночасної прокатки двох злитків на великих обжимних станах | Валуєв Микола Олександрович        | старший майстер цеху блюмінга «1150» Криворізького металургійного заводу імені В. І. Леніна                                      |
| Розробка, освоєння та широке промислове впровадження нового високопродуктивного процесу одночасної прокатки двох злитків на великих обжимних станах | Сацький Віталій Антонович          | кандидат технічних наук, головний інженер Криворізького металургійного заводу імені В. І. Леніна                                 |
| Розробка, освоєння та широке промислове впровадження нового високопродуктивного процесу одночасної прокатки двох злитків на великих обжимних станах | Павлов Валерій Леонідович          | кандидат технічних наук, старший науковий співробітник Інституту чорної металургії Міністерства чорної металургії СРСР           |
| Розробка, освоєння та широке промислове впровадження нового високопродуктивного процесу одночасної прокатки двох злитків на великих обжимних станах | Мелешко Володимир Іванович         | кандидат технічних наук, старший науковий співробітник Інституту чорної металургії Міністерства чорної металургії СРСР           |
| Розробка, освоєння та широке промислове впровадження нового високопродуктивного процесу одночасної прокатки двох злитків на великих обжимних станах | Чехранов Вадим Дем'янович          | кандидат технічних наук, завідувач лабораторії Інституту чорної металургії Міністерства чорної металургії СРСР                   |
| Розробка, освоєння та широке промислове впровадження нового високопродуктивного процесу одночасної прокатки двох злитків на великих обжимних станах | Чекмарьов Олександр Петрович       | академік АН СРСР, завідувач відділу Інституту чорної металургії Міністерства чорної металургії СРСР                              |
| Створення і впровадження комплексу машин для програмних випробувань на втому матеріалів та конструкцій                                              | Синюк Ігор Іванович                | старший інженер Інституту механіки Академії наук УРСР                                                                            |
| Створення і впровадження комплексу машин для програмних випробувань на втому матеріалів та конструкцій                                              | Кубяк Роман Феліксович             | старший інженер Інституту механіки Академії наук УРСР                                                                            |
| Створення і впровадження комплексу машин для програмних випробувань на втому матеріалів та конструкцій                                              | Павловський Вадим Едуардович       | кандидат технічних наук, молодший науковий співробітник Інституту механіки Академії наук УРСР                                    |
| Створення і впровадження комплексу машин для програмних випробувань на втому матеріалів та конструкцій                                              | Буглий Євген Георгійович           | кандидат технічних наук, старший науковий співробітник Інституту механіки Академії наук УРСР                                     |
| Створення і впровадження комплексу машин для програмних випробувань на втому матеріалів та конструкцій                                              | Філатов Едуард Якович              | кандидат технічних наук, старший науковий співробітник Інституту механіки Академії наук УРСР                                     |
| Створення і впровадження комплексу машин для програмних випробувань на втому матеріалів та конструкцій                                              | Іщенко Ігор Іванович               | кандидат технічних наук, заступник директора Інституту механіки Академії наук УРСР                                               |
| Створення і впровадження комплексу машин для програмних випробувань на втому матеріалів та конструкцій                                              | Гарф Михайло Ернестович            | доктор технічних наук, завідувач відділу Інституту механіки Академії наук УРСР, керівник роботи                                  |
| Тритомна праця «Українська РСР у Великій Вітчизняній війні Радянського Союзу (1941—1945 роки)»                                                      | Костриба Петро Михайлович          | кандидат історичних наук, доцент Київського державного інституту культури                                                        |
| Тритомна праця «Українська РСР у Великій Вітчизняній війні Радянського Союзу (1941—1945 роки)»                                                      | Архіпов Іван Васильович            | працівник штабу Червонопрапорного Київського військового округу                                                                  |
| Тритомна праця «Українська РСР у Великій Вітчизняній війні Радянського Союзу (1941—1945 роки)»                                                      | Голіков Сергій Зіновійович         | доктор історичних наук, професор Військової інженерної радіотехнічної академії імені Говорова                                    |
| Тритомна праця «Українська РСР у Великій Вітчизняній війні Радянського Союзу (1941—1945 роки)»                                                      | Вольський Серафим Андрійович       | доктор історичних наук, професор, завідувач кафедри Одеського інституту інженерів морського флоту                                |
| Тритомна праця «Українська РСР у Великій Вітчизняній війні Радянського Союзу (1941—1945 роки)»                                                      | Коваль Михайло Васильович          | кандидат історичних наук, старший науковий співробітник Інституту історії Академії наук УРСР                                     |
| Тритомна праця «Українська РСР у Великій Вітчизняній війні Радянського Союзу (1941—1945 роки)»                                                      | Слинько Іван Іванович              | доктор історичних наук, старший науковий співробітник Інституту історії Академії наук УРСР                                       |
| Тритомна праця «Українська РСР у Великій Вітчизняній війні Радянського Союзу (1941—1945 роки)»                                                      | Клоков Всеволод Іванович           | доктор історичних наук, професор, завідувач відділу Інституту історії Академії наук УРСР                                         |
| Тритомна праця «Українська РСР у Великій Вітчизняній війні Радянського Союзу (1941—1945 роки)»                                                      | Мултих Георгій Минович             | кандидат історичних наук, професор, заступник директора Інституту історії партії ЦК КП України                                   |